# Parco della Preistoria
Il Parco della Preistoria è un'area boscosa di oltre cento ettari, coperta da alberi secolari, situata alla periferia del comune di Rivolta d'Adda (CR), a circa 20 km ad est di Milano. 
Il parco si trova all'interno del Parco dell'Adda Sud, accanto al fiume Adda; qualificano il parco una trentina di ricostruzioni di animali preistorici (tra cui anche uomini primitivi), un centinaio di animali in semilibertà, un itinerario botanico ed ambienti naturali (come paludi, prati e laghi). Dispone anche di bar, parchi giochi ed aree picnic (recentemente anche un'area barbecue), più un labirinto, una mostra fossili ed un trenino turistico; il tutto lungo un percorso in luoghi ombrosi, attraversati da corsi d'acqua e con due laghetti, il Lago dei Cigni ed il Lago degli Aironi. 
Il parco, adatto a bambini ed adulti, mira a far conoscere ai visitatori i temi ambientali, educandoli al rispetto dell'ambiente.

## Storia del parco
I primi lavori di realizzazione del parco risalgono al marzo 1976 e durarono due anni. Dal '76 al '78, oltre ai lavori di realizzazione, furono inserite le ricostruzioni di animali preistorici, realizzate scientificamente e con attenzione, al fine che sembrassero veri animali.
Effettivamente, fu possibile ricostruire gli animali preistorici partendo da fossili scheletrici recuperati in diverse zone del mondo, i quali vennero ben analizzati sulle muscolature, sulle parti carnose e sulle pelli; vennero così costruiti dei modelli in miniatura, seguiti da ricostruzioni in vetroresina, la maggior parte a grandezza naturale, secondo quanto è stato finora scientificamente stimato.
Gli eventi del parco più significativi sono stati:
- settembre 1978: apertura ed inaugurazione del parco;
- 1982: inaugurazione della mostra fossili e minerali;
- 1988: inserimento di nuove strutture per i visitatori;
- 2000: inserimento di nuove ricostruzioni;
- 2009: inaugurazione del Museo Paleontologico;
- 2013: inserimento del Saltriovenator, originariamente conosciuto come "Saltriosauro";
- 2016: inserimento del Ticinosuchus e del Titanosaurus;
- 2017: inserimento dello Smilodon;
- 2019: inserimento del Diplodocus;
- 2023: inserimento dello Spinosaurus, spostamento dell'Allosauro accanto allo Stegosauro ed inversione di postazione tra Saltriovenator e Scolosauro.

## Botanica

### Flora del parco
Sulla sponda sinistra del fiume Adda, il parco segnala la presenza parziale di formazioni boschive, dato che le foreste del Nord Italia hanno subito, per molti secoli, le varie attività agricole, le bonifiche e vari disboscamenti. Su questa parte del fiume si possono osservare gli ultimi lembi della primordiale foresta, caratterizzata da latifoglie decidue. Il bosco del parco contiene anche specie legnose frammiste, come: pioppi, olmi, robinie, ecc. Nonostante tutto, il parco risente anche dell'infiltrazione di specie selvatiche (come viole, primule, biancospini, ecc.) e di coltivazioni ancestrali; il sottobosco rimane, comunque, pregevole.

### Bosco
Resto di un'antica foresta planiziale padana, il bosco del parco è caratterizzato da una moltitudine di latifoglie decidue. La struttura della foresta è divisa in tre parti: arborea, arbustiva ed erbacea. La parte arborea comprende piante ad alto fusto (sui 15 m di altezza media); le chiome di tali piante forniscono una rara copertura continua, dando l'impressione di una foresta aperta. La parte arbustiva comprende invece piante ad altezza variabile (da 1 a 7 metri). La parte erbacea accoglie specie varie, comprese anche specie rampicanti come l'edera.

### La palude

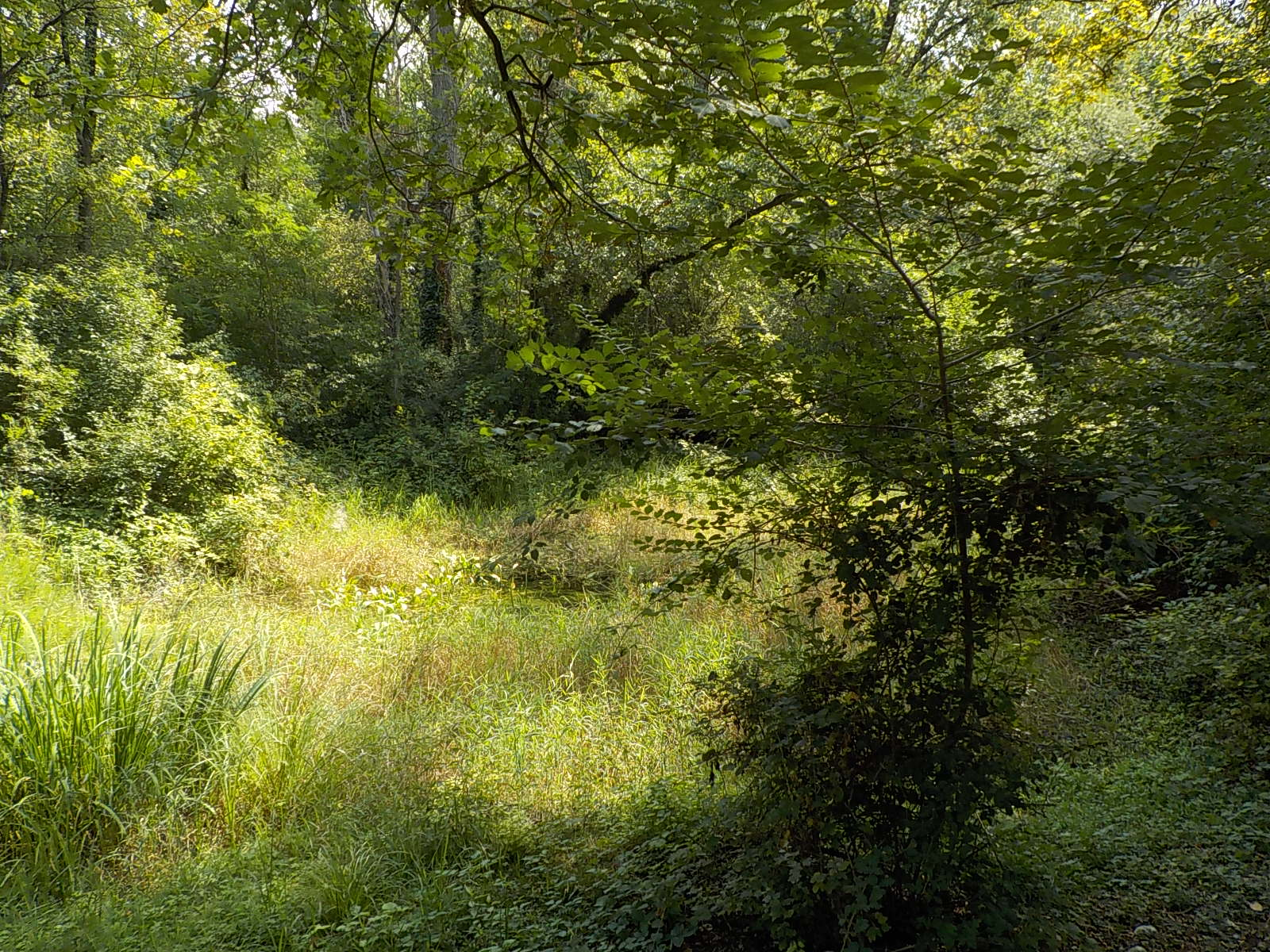
Vegetazione nella palude del parco.

Nell'ultimo tratto del sentiero, è presente una palude, formatasi dal distaccamento del vicino Lago degli Aironi (meandro) e affiancata da un'ampia curva. Anche sulle rive di essa vi è presente un'abbondante vegetazione, che comprende: salici e carici; il resto della vegetazione è acquatica: ninfee, nannufaro, nasturzio, ecc.; nelle parti fangose della palude sono presenti: tife e canne palustri. Le piante presenti al centro della palude sono: piante sommerse, piante galleggianti, piante semisommerse, canneti, ecc.

## Zoologia

### Fauna
Il parco ospita molti animali in libertà ed in recinti.
Tra i primi abbiamo:
- piccoli mammiferi: lepri (che vivono nella boscaglia), scoiattoli, topolini campestri e ghiri;
- carnivori: volpi, tassi, ricci e talpe;
- insetti: farfalle, calabroni, maggiolini, coccinelle, zanzare, tafani, cimici, vespe, api e formiche;
- anfibi: rane, rospi, salamandre e tritoni;
- rettili: lucertole, ramarri e bisce d'acqua.

Tra i secondi abbiamo invece: cervidi, asini, cavalli, capre, pecore, pony, pappagalli e pavoni.

## Ricostruzioni
Siluriano
- Pterygotus

Devoniano
- Cephalaspis e Coccosteus

Permiano
- Eryops
- Moschops
- Dimetrodon
- Inostrancevia (Ex Sauroctonus) e Scutosaurus

Triassico
- Ticinosuchus

Giurassico
- Plesiosaurus
- Allosaurus e Stegosaurus
- Saltriovenator (Ex Saltriosaurus)
- Brontosaurus
- Diplodocus

Cretaceo
- Spinosaurus
- Triceratops
- Styracosaurus e Gallimimus
- Scolosaurus ed Iguanodon
- Edmontosaurus (Ex Anatosaurus)
- Tyrannosaurus
- Velociraptor
- Tarbosaurus
- Pteranodon
- Titanosaurus, detto "Tito"

Paleocene
- Gastornis (Ex Diatryma)

Miocene
- Proconsul
- Platybelodon e Machairodus

Pliocene
- Australopithecus

Pleistocene
- Uomini di Cro-Magnon
- Smilodon
- Orso delle caverne
- Mammut lanoso
- Uomini di Neanderthal